# Euphemia Haynes
Martha Euphemia Lofton Haynes (Washington, D.C., 11 de setembro de 1890 – Washington, D.C., 25 de julho de 1980) foi uma matemática e educadora estadunidense. Foi a primeira mulher afro-estadunidense a obter um PhD em matemática, pela Universidade Católica da América, em 1943.

## Vida
Euphemia Lofton foi filha única de William S. Lofton, um dentista e financista, e Lavinia Day Lofton. Após completar com distinção os estudos básicos na Normal School for Colored Girls, obteve a graduação em matemática no Smith College em 1914. Em 1917 casou com Harold Appo Haynes. Obteve um mestrado em educação pela Universidade de Chicago em 1930, obtendo em 1943 um PhD pela Universidade Católica da América. Sua tese, The Determination of Sets of Independent Conditions Characterizing Certain Special Cases of Symmetric Correspondences, foi orientada por Aubrey Edward Landry.
Recebeu a medalha papal Pro Ecclesia et Pontifice em 1959.